# Gravity Probe B
Gravity Probe B (GP-B) — американская космическая миссия по измерению чрезвычайно слабых эффектов геодезической прецессии гироскопов на околоземной орбите и увлечения инерциальных систем отсчёта вращением Земли, которые предсказывает общая теория относительности Эйнштейна. Разработкой дьюара, контейнера научной аппаратуры и электронного оборудования для GP-B занимался отдел новых технологий компании «Lockheed Martin». Для изготовления самого космического аппарата Стенфордским университетом была выбрана компания «Lockheed Martin Missiles & Space», Саннивейл.
Спутник был запущен 20 апреля 2004 года, сбор данных начат в августе 2004. На орбите спутник отработал в целом 17 месяцев и завершил свою миссию 3 октября 2005 года. Обработка полученных данных велась до мая 2011 года и подтвердила существование и величину эффектов геодезической прецессии и увлечения инерциальных систем отсчёта, хотя и с точностью, несколько меньшей изначально предполагавшейся.

## Предсказания теории относительности

Gravity Probe B: Измерение кривизны пространства на орбите Земли (рисунок художника)

Спутник Gravity Probe B нёс на борту самые точные на тот день гироскопы в мире. Точность измерений положения оси позволяет обнаружить два эффекта, предсказываемые общей теорией относительности:
- геодезическую прецессию, возникающую вследствие искривления пространства-времени.
- прецессию за счёт увлечения инерциальной системы координат вблизи вращающегося массивного тела (Земли).

Геодезическая прецессия возникает из-за искривления пространства-времени Землёй. В искривлённом пространстве, если обнести вектор по замкнутому контуру, он не возвратится в исходное положение, а изменит направление на некоторый угол (см. параллельное перенесение). В данном случае роль вектора выполняет спин гироскопа, а орбита спутника выступает в качестве замкнутого контура. Для параметров GP-B, по расчётам, суммарный угол отклонения должен равняться 6,6 угловых секунд в год. Отклонение спина должно наблюдаться в плоскости орбиты спутника.
Прецессия второго типа на два порядка слабее и возникает из-за увлечения пространства вращением Земли. Если поместить горизонтально вращающийся гироскоп на полюсе Земли, он начнёт очень медленную прецессию в направлении вращения Земли (против часовой стрелки на северном полюсе). Интересно, что на экваторе должна наблюдаться обратная картина: пространство ближе к Земле увлекается больше, и прецессия должна происходить в другую сторону, по часовой стрелке, если смотреть со стороны северного полюса. Для GP-B прецессия из-за увлечения инерциальной системы отсчёта должна составить примерно 0,014 угловых секунд в год.

## Описание эксперимента
Идея эксперимента достаточно проста. Система из четырёх гироскопов жёстко закрепляется на главный телескоп спутника, телескоп наводится на ведущую звезду и поддерживается в строго фиксированном направлении в течение всего полёта. Вначале гироскопы раскручиваются так, чтобы их оси совпадали с осью главного телескопа. После этого микроскопическое смещение осей можно будет измерить с помощью SQUID (сверхпроводящее квантовое интерференционное устройство). Измеренное таким образом смещение осей гироскопов будет только за счёт ожидаемых эффектов — геодезической прецессии и увлечения инерциальной системы координат.
Спутник движется по свободной от сноса орбите. Это означает, что орбита спутника постоянно (с частотой 10 раз в секунду) корректируется по движению центра масс одного из гироскопов, который, как и три остальных, защищён от всех внешних воздействий (атмосфера, магнитное поле Земли, давление солнечного света и т. д.), кроме взаимодействия с гравитационным полем. Координаты спутника регистрируются с помощью системы GPS. Гироскопы вращаются с угловой скоростью около 4000 оборотов в минуту. Они подвешены электростатически на расстоянии долей миллиметра от стенок полости. Чтобы избежать контакта гироскопа со стенками, позиция полости относительно гироскопа корректируется 220 раз в секунду.
Роторы гироскопов GP-B изготовлены настолько совершенными, что можно исключить из рассмотрения вероятность прецессии из-за механических дефектов или электрических сил. Прибор способен зафиксировать смещение осей вплоть до 0,5 миллисекунд угловой дуги в год. Для сравнения, этот угол будет примерно равен углу, под которым виден человеческий волос с расстояния 32 км. Согласно ньютоновской механике, совершенный сферический гироскоп в отсутствие внешних сил не испытывает прецессии, то есть если вначале его ось была направлена на определённую звезду, она будет оставаться в таком положении всегда. В 1960 году доктор Леонард Шифф из Стенфордского университета на основании уравнений Эйнштейна и уравнений движения частицы со спином, выведенных Папапетру (уравнения Папапетру-Диксона), вычислил величину прецессии осей гироскопов и предложил произвести эксперимент, либо в лаборатории на Земле, либо в космосе. Из его расчётов следовало, что эффект в лаборатории будет на несколько порядков меньше, поэтому орбитальный эксперимент более предпочтителен.

## Характеристики спутника

Самая близкая к идеальной сфера из всех когда-либо созданных человеком — ротор гироскопа GP-B. Сфера сделана из кварцевого стекла и покрыта тонкой плёнкой сверхпроводящего ниобия. Поверхности кварца отполированы до атомарного уровня.

- Основные приборы — корпус гироскопа, телескоп и несущие конструкции — изготовлены из кварцевого стекла. Кварц практически не подвержен тепловому расширению в широком диапазоне температур — расширяется и сжимается очень мало и очень однородно. Кварцевые детали были изготовлены компанией Speedring из города Куллман, штат Алабама.
- Главный телескоп имеет апертуру 14 см и направлен на двойную звезду IM Пегаса (HR 8703[англ.]).
- Техники центра Маршалла создали совершенное полировочное оборудование, позволившее им выточить самые сферические объекты из когда-либо изготовленных человеком — роторы гироскопов спутника. Шероховатость поверхности сфер составляет всего несколько десятков атомных слоёв — если увеличить их до размера Земли, самая высокая гора или самая глубокая впадина будет всего 2,4 метра в высоту.
- Инженеры в Стенфорде разработали технологию нанесения тонкой (всего несколько нанометров в толщину) сверхпроводящей ниобиевой плёнки на поверхность сферы.
- Основное измерительное оборудование GP-B помещено в сигарообразную 2,7-метровую криогенную ёмкость, окружённую слоем сверхпроводящей свинцовой фольги для защиты от внешних магнитных полей. Эта ёмкость, в свою очередь, вместе со сверхпроводящей оболочкой, помещена в сосуд Дьюара, в момент запуска содержавший 2441 л жидкого гелия. Для поддержания ниобиевой плёнки в сверхпроводящем состоянии необходимо поддерживать криогенную температуру 1,8 К.
- Направление оси вращения гироскопа детектируется по магнитному моменту (Лондоновскому моменту), который генерирует вращающийся сверхпроводник. Детекторами поля служат квантовые интерферометры (СКВИДы) с чувствительностью, позволяющей измерять магнитное поле на 10 порядков более слабое, чем поле Земли.
- Сверхтекучий гелий в сосуде Дьюара спутника служит не только для поддержки криогенной среды, но и как рабочее тело реактивных микродвигателей для манёвров при точной наводке телескопа.
- Более 400 электрических проводов, а также звёздный свет, который попадает в криогенную среду, нагревают сосуд Дьюара. Из-за этого тепла жидкий гелий потихоньку выкипает. Поэтому специалисты Стенфорда изобрели специальную «пористую пробку», которая отводит выкипевший газообразный гелий из сосуда Дьюара, оставляя только жидкий гелий и поддерживая необходимую криогенную температуру.
- Газообразный гелий пропускается через несколько внешних охлаждающих слоёв сосуда Дьюара, а затем выбрасывается в космос одним из восьми микродвигателей на борту спутника. На основании данных телескопа и положения гироскопов, выходящий гелий аккуратно дозируется таким образом, чтобы поддерживать один из четырёх гироскопов строго в центре масс всей системы.

## История полёта

Старт ракеты Дельта-2 с космическим аппаратом Gravity Probe B на борту

Запуск GP-B был произведён 20 апреля 2004 года в 9:57:24 с космодрома базы ВВС США Ванденберг. Ракета-носитель Дельта-2 вывела космический аппарат на почти круговую околополярную орбиту высотой ~642 км. Солнечные панели раскрылись по графику, через 66 минут после старта, а точность выведения была настолько высокой, что дальнейшей коррекции орбиты не потребовалось.
Первая фаза миссии, фаза инициализации и калибровки, продолжалась четыре месяца. За этот период все приборы и датчики спутника были инициализированы и подготовлены к работе, откалиброваны и протестированы. Возникли некоторые неполадки в двух микродвигателях из-за загрязнения микрочастицами, но они были устранены путём внесения корректив в программное обеспечение системы ориентации. После этого телескоп совершал микрокоррекцию ориентации на опорную звезду IM Пегаса на каждом витке, пролетая над северным полюсом, без проблем.
В августе 2005 года GP-B перешёл к научной фазе, которая продолжалась 353 дня. Сбор данных осуществлялся с более 9000 датчиков и записывался на специальный бортовой рекордер, который вмещал до 15 часов непрерывного сканирования состояния аппаратуры и данных с датчиков. Космический аппарат периодически обменивался информацией с центром контроля операций в Стенфордском университете через сеть спутников телеметрии NASA и серию наземных станций слежения. После одного года интенсивного сбора информации была проведена финальная стадия тестов бортовой аппаратуры, занявшая 46 дней. В общей сложности собрано около терабайта информации. Обработка данных продолжалась до 2011 года.

## Результаты
- 14 апреля 2007 года Френсис Эверитт сделал доклад[3] по промежуточным результатам на заседании Американского Физического Общества в Джексонвилле, Флорида. Из-за взаимодействия электрических зарядов, «вмороженных» в гироскопы и стенки их камер (the patch effect), и неучтённых ранее эффектов считывания показаний, пока не полностью исключённых из полученных данных, точность измерений на данном этапе была ограничена 0,1 угловой секунды. В результате авторам удалось вначале лишь подтвердить с точностью лучше 1 % эффект геодезической прецессии (6606,1 угловой миллисекунды (mas) в год), однако не удалось выделить и проверить явление увлечения инерциальной системы отсчёта (39,2 mas в год). Измеренный годовой эффект поворота оси в плоскости орбиты равен −6638±97 mas, предсказанный суммарный годовой эффект равен −6571±1 mas (в него даёт вклад в основном геодезическая прецессия в поле Земли, −6606 mas, но также прецессия в поле Солнца, +7 mas, и собственное движение опорной звезды, +28 mas).
- После интенсивной работы по анализу и извлечению помех измерений, окончательные итоги миссии были объявлены на пресс-конференции по NASA-TV 4 мая 2011 года и опубликованы в Physical Review Letters[4]. Измеренная величина геодезической прецессии составила −6601,8±18,3 миллисекунды дуги в год, а эффекта увлечения — −37,2±7,2 миллисекунды дуги в год (ср. с приведёнными выше теоретическими значениями 6606,1 mas/год и 39,2 mas/год).